# Адміністративний поділ країн Африки
Усього на території Африки станом на 2006 рік — 54 незалежні країни та 10 залежних територій.
Загальна площа Африки — 10 627,3 тис. км² 
Загальна кількість населення Африки (станом на 1 липня 2002 року) — 842 346,4 тис. чол.
Є декілька варіантів поділу Африки:
- Традиційний на пострадянському просторі:
  - Північна (Марокко, Алжир, Туніс, Лівія, Єгипет, Судан, Південний Судан, Кабо-Верде, а також Західна Сахара, Сеута, Мелілья та інші залежні території)
  - Східна (Танзанія, Кенія, Сомалі, Джибуті, Ефіопія, Еритрея)
  - Центральна (Демократична Республіка Конго, Бурунді, Руанда, Уганда, ЦАР, Чад)
  - Західна (Мавританія, Малі, Сенегал, Гамбія, Гвінея, Гвінея-Бісау, Сьєрра-Леоне, Ліберія, Кот-д'Івуар, Буркіна-Фасо, Гана, Того, Бенін, Нігер, Нігерія, Камерун, Габон, Республіка Конго, Екваторіальна Гвінея, Сан-Томе і Принсіпі)
  - Південна (Південна Африка, Свазіленд, Лесото, Намібія, Ангола, Ботсвана, Зімбабве, Замбія, Малаві, Мозамбік, Мадагаскар, Сейшельські острови, Маврикій, Коморські острови, а також острів Святої Єлени, Майотта, Реюньйон та інші залежні території)
- Поділ Африки, що прийнятий у ООН:
  - Північна (Алжир, Єгипет, Лівія, Марокко, Судан, Туніс, а також Західна Сахара, Сеута, Мелілья, Канарські острови, острови Мадейра та інші залежні території)
  - Східна (Бурунді, Коморські острови, Джибуті, Еритрея, Ефіопія, Кенія, Мадагаскар, Малаві, Маврикій, Мозамбік, Руанда, Сейшельські острови, Сомалі, Танзанія, Уганда, Замбія, Зімбабве, а також Реюньйон, Майотта (Маоре) та інші залежні території Франції)
  - Центральна (Ангола, Камерун, ЦАР, Чад, Республіка Конго, Демократична Республіка Конго, Екваторіальна Гвінея, Габон, Сан-Томе і Принсіпі)
  - Західна (Бенін, Буркіна-Фасо, Кабо-Верде, Кот-д'Івуар, Гамбія, Гана, Гвінея, Гвінея-Бісау, Ліберія, Малі, Мавританія, Нігер, Нігерія, Сенегал, Сьєрра-Леоне, Того, а також острів Святої Єлени та інші залежні території Великої Британії)
  - Південна (Ботсвана, Лесото, Намібія, Південна Африка, Свазіленд)

| Назва країни                                        | Столиця чи адмін. центр |
| --------------------------------------------------- | ----------------------- |
| Незалежні країни:                                   |                         |
| Алжир                                               | Алжир                   |
| Ангола                                              | Луанда                  |
| Бенін                                               | Порто-Ново              |
| Ботсвана                                            | Габороне                |
| Буркіна-Фасо                                        | Уагадугу                |
| Бурунді                                             | Гітега                  |
| Габон                                               | Лібревіль               |
| Гамбія                                              | Банжул                  |
| Гана                                                | Аккра                   |
| Гвінея                                              | Конакрі                 |
| Гвінея-Бісау                                        | Бісау                   |
| Демократична Республіка Конго                       | Кіншаса                 |
| Джибуті                                             | Джибуті                 |
| Екваторіальна Гвінея                                | Малабо                  |
| Еритрея                                             | Асмара                  |
| Ефіопія                                             | Аддис-Абеба             |
| Єгипет                                              | Каїр                    |
| Замбія                                              | Лусака                  |
| Зімбабве                                            | Хараре                  |
| Кабо-Верде                                          | Прая                    |
| Камерун                                             | Яунде                   |
| Кенія                                               | Найробі                 |
| Коморські острови                                   | Мороні                  |
| Конго                                               | Браззавіль              |
| Кот-д'Івуар                                         | Ямусукро                |
| Лесото                                              | Масеру                  |
| Ліберія                                             | Монровія                |
| Лівія                                               | Триполі                 |
| Маврикій                                            | Порт-Луї                |
| Мавританія                                          | Нуакшот                 |
| Мадагаскар                                          | Антананаріву            |
| Малаві                                              | Лілонгве                |
| Малі                                                | Бамако                  |
| Марокко                                             | Рабат                   |
| Мозамбік                                            | Мапуту                  |
| Намібія                                             | Віндгук                 |
| Нігер                                               | Ніамей                  |
| Нігерія                                             | Абуджа                  |
| Південна Африка                                     | Преторія                |
| Південний Судан                                     | Джуба                   |
| Руанда                                              | Кігалі                  |
| Сан-Томе і Принсіпі                                 | Сан-Томе                |
| Свазіленд                                           | Мбабане                 |
| Сейшельські острови                                 | Вікторія                |
| Сенегал                                             | Дакар                   |
| Сомалі                                              | Могадишо                |
| Судан                                               | Хартум                  |
| Сьєрра-Леоне                                        | Фрітаун                 |
| Танзанія                                            | Додома                  |
| Того                                                | Ломе                    |
| Туніс                                               | Туніс                   |
| Уганда                                              | Кампала                 |
| Центральноафриканська Республіка                    | Бангі                   |
| Чад                                                 | Нджамена                |
| Залежні території:                                  |                         |
| Залежні території Марокко:                          |                         |
| Західна Сахара                                      | Ель-Аюн                 |
| Залежні території Франції:                          |                         |
| Реюньйон                                            | Сен-Дені                |
| Майотта (Маоре)                                     | Мамудзу                 |
| острів Жуан-ді-Нова                                 |                         |
| острів Європа                                       |                         |
| острови Глорйоз                                     |                         |
| острів Тромлен                                      |                         |
| острів Басас-да-Індія                               |                         |
| Залежні території Великої Британії:                 |                         |
| Острови Святої Єлени, Вознесіння і Тристан-да-Кунья | Джеймстаун              |
| Британська територія в Індійському океані           | Дієго-Гарсія            |
| Частини країн Європи:                               |                         |
| Частина Іспанії:                                    |                         |
| Канарські острови                                   | Лас-Пальмас             |
| Сеута                                               | Сеута                   |
| Мелілья                                             | Мелілья                 |
| Частина Португалії:                                 |                         |
| Острови Мадейра                                     | Фуншал                  |
| Разом                                               |                         |

Нотатки:

1. ↑     Частина Єгипту — Синайський півострів — розташована в Азії. У таблиці приведені площа та населення лише африканської частини країни; загальна площа — 1 001 450 км², загальна кількість населення (липень 2004) — 76 117 421 чол.

## Невизнані країни
- Сомаліленд (Республіка Сомаліленд: 137 600 км², 3 500 000 чол. (2005 рік), столиця — Гаргейса) — 18 травня 1991 від Сомалі
- Сахраві (Сахарська Арабська Демократична Республіка: 266 000 км², 267 405 чол. (2004 рік), столиця — Ель-Аюн, тимчасово — Бір-Лехлу) — 27 лютого 1976 року від Західної Сахари